# Egon Wisniowski
Egon Wisniowski (ur. 19 lutego 1985 w Belgii) – belgijski piłkarz polskiego pochodzenia grający na pozycji obrońcy.